# Metzervisse
Metzervisse es una comuna francesa situada en el departamento de Mosela, en la región de Gran Este.

## Demografía
| 1009 | 1156 | 1115 | 1169 | 1157 | 1271 | 2272 |
| Para los censos de 1962 a 1999 la población legal corresponde a la población sin duplicidades (Fuente: INSEE [Consultar]) |      |      |      |      |      |      |